# 佃坝镇
佃坝镇，是中华人民共和国新疆维吾尔自治区昌吉回族自治州昌吉市下辖的一个乡镇级行政单位。
2013年，新疆维吾尔自治区人民政府批复同意撤销佃坝乡建制，设立佃坝镇。

## 行政区划
佃坝镇下辖以下地区：
土梁村、二畦村、佃坝村、西沟村和东沟村。